# Харрис, Чарльз (пират)
Чарльз Харрис — английский пират.

## Биография
Плавал в одной эскадре с Эдвардом Лау. Он командовал кораблём Рейнджер во время последнего в его жизни боя 10 июня 1723 года. Лау удалось сбежать, а вот Харрису не повезло: он вместе со своей командой был повешен в Ньюпорте в 1723 году.